# Élections municipales de 2026 dans la Drôme
Pour un article plus général, voir Élections municipales françaises de 2026.
Les élections municipales dans la Drôme sont prévues en mars 2026. Cette page ne traite que les communes de 3 000 habitants et plus dans la Drôme.

## Résultats à l'échelle du département

### Maires sortants et maires élus
| Commune                    | Population (en 2022) | Maire sortant(e)       | Parti | Parti | Maire élu(e) | Parti | Parti |
| -------------------------- | -------------------- | ---------------------- | ----- | ----- | ------------ | ----- | ----- |
| Anneyron                   | 4 152                | Patricia Boidin        |       | PS    |              |       |       |
| Beaumont-lès-Valence       | 4 272                | Cyril Vallon           |       | DVC   |              |       |       |
| Bourg-de-Péage             | 9 777                | Nathalie Nieson        |       | RE    |              |       |       |
| Bourg-lès-Valence          | 19 872               | Marlène Mourier        |       | LR    |              |       |       |
| Chabeuil                   | 6 860                | Alban Pano             |       | DVD   |              |       |       |
| Châteauneuf-sur-Isère      | 4 159                | Agnès Jaubert          |       | LR    |              |       |       |
| Chatuzange-le-Goubet       | 6 375                | Christian Gauthier     |       | DVD   |              |       |       |
| Crest                      | 8 712                | Stéphanie Karcher      |       | DVD   |              |       |       |
| Die                        | 4 796                | Isabelle Bizouard      |       | DVG   |              |       |       |
| Dieulefit                  | 3 204                | Christian Bussat       |       | DVG   |              |       |       |
| Donzère                    | 5 981                | Marie Fernandez        |       | DVD   |              |       |       |
| Étoile-sur-Rhône           | 5 497                | Françoise Chazal       |       | LR    |              |       |       |
| Livron-sur-Drôme           | 9 272                | Francis Fayard         |       | DVC   |              |       |       |
| Loriol-sur-Drôme           | 6 584                | Claude Aurias          |       | UDI   |              |       |       |
| Malissard                  | 3 303                | Jean-Marc Valla        |       | PCF   |              |       |       |
| Montélier                  | 4 284                | Bernard Vallon         |       | DVD   |              |       |       |
| Montélimar                 | 40 356               | Julien Cornillet       |       | LR    |              |       |       |
| Mours-Saint-Eusèbe         | 3 404                | Dominique Mombard      |       | SE    |              |       |       |
| Nyons                      | 6 794                | Pierre Combes          |       | PS    |              |       |       |
| Pierrelatte                | 13 909               | Alain Gallu            |       | DVD   |              |       |       |
| Pont-de-l'Isère            | 3 683                | Marie-Claude Lambert   |       | DVD   |              |       |       |
| Portes-lès-Valence         | 10 369               | Geneviève Girard       |       | UDI   |              |       |       |
| La Roche-de-Glun           | 3 579                | Michel Gounon          |       | SE    |              |       |       |
| Romans-sur-Isère           | 33 139               | Marie-Hélène Thoraval  |       | HOR   |              |       |       |
| Saint-Donat-sur-l'Herbasse | 4 224                | Claude Fourel          |       | SE    |              |       |       |
| Saint-Marcel-lès-Valence   | 6 214                | Jean-Michel Valla      |       | DVC   |              |       |       |
| Saint-Paul-Trois-Châteaux  | 8 776                | Jean-Michel Catelinois |       | RE    |              |       |       |
| Saint-Rambert-d'Albon      | 6 947                | Gérard Oriol           |       | DVD   |              |       |       |
| Saint-Vallier              | 4 083                | Frédérique Sapet       |       | DVG   |              |       |       |
| Tain-l'Hermitage           | 5 890                | Xavier Angeli          |       | DVD   |              |       |       |
| Valence                    | 64 288               | Nicolas Daragon        |       | LR    |              |       |       |

### Résultats en nombre de maires
| Partis       | Partis                               | Maires sortants | Maires élus | Évolution |
| ------------ | ------------------------------------ | --------------- | ----------- | --------- |
|              | Divers droite                        | 9               |             |           |
|              | Les Républicains                     | 5               |             |           |
| Total droite | Total droite                         | 14              |             |           |
|              | Divers centre                        | 3               |             |           |
|              | Renaissance                          | 2               |             |           |
|              | Union des démocrates et indépendants | 2               |             |           |
|              | Horizons                             | 1               |             |           |
| Total centre | Total centre                         | 8               |             |           |
|              | Divers gauche                        | 3               |             |           |
|              | Parti socialiste                     | 2               |             |           |
|              | Parti communiste français            | 1               |             |           |
| Total gauche | Total gauche                         | 6               |             |           |
|              | Sans étiquette                       | 3               |             |           |
| Total        | Total                                | 31              | 31          | -         |

## Résultats dans les communes de plus de 3 000 habitants

### Anneyron
- Maire sortante : Patricia Boidin (PS)
- 27 sièges à pourvoir au conseil municipal (population légale 2022 : 4 152 habitants)
- 4 sièges à pourvoir au conseil communautaire (CC Porte de DrômArdèche)

| Tête de liste | Tête de liste | Parti(s) | Nuance | Premier tour | Premier tour | Second tour | Second tour | Sièges | Sièges |
| Tête de liste | Tête de liste | Parti(s) | Nuance | Voix         | %            | Voix        | %           | CM     | CC     |
| ------------- | ------------- | -------- | ------ | ------------ | ------------ | ----------- | ----------- | ------ | ------ |

### Beaumont-lès-Valence
- Maire sortant : Cyril Vallon (DVC)
- 27 sièges à pourvoir au conseil municipal (population légale 2022 : 0 habitants)
- 1 siège à pourvoir au conseil communautaire (Valence Romans Agglo)

| Tête de liste | Tête de liste | Parti(s) | Nuance | Premier tour | Premier tour | Second tour | Second tour | Sièges | Sièges |
| Tête de liste | Tête de liste | Parti(s) | Nuance | Voix         | %            | Voix        | %           | CM     | CC     |
| ------------- | ------------- | -------- | ------ | ------------ | ------------ | ----------- | ----------- | ------ | ------ |

### Bourg-de-Péage
- Maire sortante : Nathalie Nieson (RE)
- 29 sièges à pourvoir au conseil municipal (population légale 2022 : 9 777 habitants)
- 4 sièges à pourvoir au conseil communautaire (Valence Romans Agglo)

| Tête de liste | Tête de liste | Parti(s) | Nuance | Premier tour | Premier tour | Second tour | Second tour | Sièges | Sièges |
| Tête de liste | Tête de liste | Parti(s) | Nuance | Voix         | %            | Voix        | %           | CM     | CC     |
| ------------- | ------------- | -------- | ------ | ------------ | ------------ | ----------- | ----------- | ------ | ------ |

### Bourg-lès-Valence
- Maire sortante : Marlène Mourier (LR)
- 33 sièges à pourvoir au conseil municipal (population légale 2022 : 19 872 habitants)
- 8 sièges à pourvoir au conseil communautaire (Valence Romans Agglo)

| Tête de liste | Tête de liste | Parti(s) | Nuance | Premier tour | Premier tour | Second tour | Second tour | Sièges | Sièges |
| Tête de liste | Tête de liste | Parti(s) | Nuance | Voix         | %            | Voix        | %           | CM     | CC     |
| ------------- | ------------- | -------- | ------ | ------------ | ------------ | ----------- | ----------- | ------ | ------ |

### Chabeuil
- Maire sortant : Alban Pano (DVD)
- 29 sièges à pourvoir au conseil municipal (population légale 2022 : 6 860 habitants)
- 3 sièges à pourvoir au conseil communautaire (Valence Romans Agglo)

| Tête de liste | Tête de liste | Parti(s) | Nuance | Premier tour | Premier tour | Second tour | Second tour | Sièges | Sièges |
| Tête de liste | Tête de liste | Parti(s) | Nuance | Voix         | %            | Voix        | %           | CM     | CC     |
| ------------- | ------------- | -------- | ------ | ------------ | ------------ | ----------- | ----------- | ------ | ------ |

### Châteauneuf-sur-Isère
- Maire sortante : Agnès Jaubert (LR)
- 27 sièges à pourvoir au conseil municipal (population légale 2022 : 4 159 habitants)
- 1 siège à pourvoir au conseil communautaire (Valence Romans Agglo)

| Tête de liste | Tête de liste | Parti(s) | Nuance | Premier tour | Premier tour | Second tour | Second tour | Sièges | Sièges |
| Tête de liste | Tête de liste | Parti(s) | Nuance | Voix         | %            | Voix        | %           | CM     | CC     |
| ------------- | ------------- | -------- | ------ | ------------ | ------------ | ----------- | ----------- | ------ | ------ |

### Chatuzange-le-Goubet
- Maire sortant : Christian Gauthier (DVD)
- 29 sièges à pourvoir au conseil municipal (population légale 2022 : 6 375 habitants)
- 2 sièges à pourvoir au conseil communautaire (Valence Romans Agglo)

| Tête de liste | Tête de liste | Parti(s) | Nuance | Premier tour | Premier tour | Second tour | Second tour | Sièges | Sièges |
| Tête de liste | Tête de liste | Parti(s) | Nuance | Voix         | %            | Voix        | %           | CM     | CC     |
| ------------- | ------------- | -------- | ------ | ------------ | ------------ | ----------- | ----------- | ------ | ------ |

### Crest
- Maire sortante : Stéphanie Karcher (DVD)
- 29 sièges à pourvoir au conseil municipal (population légale 2022 : 8 712 habitants)
- 11 sièges à pourvoir au conseil communautaire (CC du Crestois et du pays de Saillans)

| Tête de liste            | Tête de liste   | Parti(s) | Nuance | Premier tour | Premier tour | Second tour | Second tour | Sièges | Sièges |
| Tête de liste            | Tête de liste   | Parti(s) | Nuance | Voix         | %            | Voix        | %           | CM     | CC     |
| ------------------------ | --------------- | -------- | ------ | ------------ | ------------ | ----------- | ----------- | ------ | ------ |
|                          | Rodolphe Dejour | DVC      |        |              |              |             |             |        |        |
|                          |                 |          |        |              |              |             |             |        |        |
| Exprimés                 |                 |          |        |              |              |             |             |        |        |
| Votes blancs             |                 |          |        |              |              |             |             |        |        |
| Votes nuls               |                 |          |        |              |              |             |             |        |        |
| Total                    | Total           | Total    | Total  |              | 100          |             | 100         | 29     | 11     |
| Absentions               |                 |          |        |              |              |             |             |        |        |
| Inscrits / participation |                 |          |        |              |              |             |             |        |        |

### Die
- Maire sortante : Isabelle Bizouard (DVG)
- 27 sièges à pourvoir au conseil municipal (population légale 2022 : 4 796 habitants)
- 20 sièges à pourvoir au conseil communautaire (CC du Diois)

| Tête de liste | Tête de liste | Parti(s) | Nuance | Premier tour | Premier tour | Second tour | Second tour | Sièges | Sièges |
| Tête de liste | Tête de liste | Parti(s) | Nuance | Voix         | %            | Voix        | %           | CM     | CC     |
| ------------- | ------------- | -------- | ------ | ------------ | ------------ | ----------- | ----------- | ------ | ------ |

### Dieulefit
- Maire sortant : Christian Bussat (DVG)
- 23 sièges à pourvoir au conseil municipal (population légale 2022 : 3 204 habitants)
- 11 sièges à pourvoir au conseil communautaire (CC Dieulefit-Bourdeaux)

| Tête de liste | Tête de liste | Parti(s) | Nuance | Premier tour | Premier tour | Second tour | Second tour | Sièges | Sièges |
| Tête de liste | Tête de liste | Parti(s) | Nuance | Voix         | %            | Voix        | %           | CM     | CC     |
| ------------- | ------------- | -------- | ------ | ------------ | ------------ | ----------- | ----------- | ------ | ------ |

### Donzère
- Maire sortante : Marie Fernandez (DVD)
- 29 sièges à pourvoir au conseil municipal (population légale 2022 : 5 981 habitants)
- 5 sièges à pourvoir au conseil communautaire (CC Drôme Sud Provence)

| Tête de liste | Tête de liste | Parti(s) | Nuance | Premier tour | Premier tour | Second tour | Second tour | Sièges | Sièges |
| Tête de liste | Tête de liste | Parti(s) | Nuance | Voix         | %            | Voix        | %           | CM     | CC     |
| ------------- | ------------- | -------- | ------ | ------------ | ------------ | ----------- | ----------- | ------ | ------ |

### Étoile-sur-Rhône
- Maire sortante : Françoise Chazal (LR)
- 29 sièges à pourvoir au conseil municipal (population légale 2022 : 5 497 habitants)
- 2 sièges à pourvoir au conseil communautaire (Valence Romans Agglo)

| Tête de liste | Tête de liste | Parti(s) | Nuance | Premier tour | Premier tour | Second tour | Second tour | Sièges | Sièges |
| Tête de liste | Tête de liste | Parti(s) | Nuance | Voix         | %            | Voix        | %           | CM     | CC     |
| ------------- | ------------- | -------- | ------ | ------------ | ------------ | ----------- | ----------- | ------ | ------ |

### Livron-sur-Drôme
- Maire sortant : Francis Fayard (DVC)
- 29 sièges à pourvoir au conseil municipal (population légale 2022 : 9 272 habitants)
- 15 sièges à pourvoir au conseil communautaire (CC du Val de Drôme en Biovallée)

| Tête de liste | Tête de liste | Parti(s) | Nuance | Premier tour | Premier tour | Second tour | Second tour | Sièges | Sièges |
| Tête de liste | Tête de liste | Parti(s) | Nuance | Voix         | %            | Voix        | %           | CM     | CC     |
| ------------- | ------------- | -------- | ------ | ------------ | ------------ | ----------- | ----------- | ------ | ------ |

### Loriol-sur-Drôme
- Maire sortant : Claude Aurias (UDI)
- 29 sièges à pourvoir au conseil municipal (population légale 2022 : 6 584 habitants)
- 10 sièges à pourvoir au conseil communautaire (CC du Val de Drôme en Biovallée)

| Tête de liste | Tête de liste | Parti(s) | Nuance | Premier tour | Premier tour | Second tour | Second tour | Sièges | Sièges |
| Tête de liste | Tête de liste | Parti(s) | Nuance | Voix         | %            | Voix        | %           | CM     | CC     |
| ------------- | ------------- | -------- | ------ | ------------ | ------------ | ----------- | ----------- | ------ | ------ |

### Malissard
- Maire sortant : Jean-Marc Valla (PCF)
- 23 sièges à pourvoir au conseil municipal (population légale 2022 : 3 303 habitants)
- 1 siège à pourvoir au conseil communautaire (Valence Romans Agglo)

| Tête de liste | Tête de liste | Parti(s) | Nuance | Premier tour | Premier tour | Second tour | Second tour | Sièges | Sièges |
| Tête de liste | Tête de liste | Parti(s) | Nuance | Voix         | %            | Voix        | %           | CM     | CC     |
| ------------- | ------------- | -------- | ------ | ------------ | ------------ | ----------- | ----------- | ------ | ------ |

### Montélier
- Maire sortant : Bernard Vallon (DVD)
- 27 sièges à pourvoir au conseil municipal (population légale 2022 : 4 284 habitants)
- 1 siège à pourvoir au conseil communautaire (Valence Romans Agglo)

| Tête de liste | Tête de liste | Parti(s) | Nuance | Premier tour | Premier tour | Second tour | Second tour | Sièges | Sièges |
| Tête de liste | Tête de liste | Parti(s) | Nuance | Voix         | %            | Voix        | %           | CM     | CC     |
| ------------- | ------------- | -------- | ------ | ------------ | ------------ | ----------- | ----------- | ------ | ------ |

### Montélimar
- Maire sortant : Julien Cornillet (LR)
- 43 sièges à pourvoir au conseil municipal (population légale 2022 : 40 356 habitants)
- 31 sièges à pourvoir au conseil communautaire (Montélimar-Agglomération)

| Tête de liste | Tête de liste | Parti(s) | Nuance | Premier tour | Premier tour | Second tour | Second tour | Sièges | Sièges |
| Tête de liste | Tête de liste | Parti(s) | Nuance | Voix         | %            | Voix        | %           | CM     | CC     |
| ------------- | ------------- | -------- | ------ | ------------ | ------------ | ----------- | ----------- | ------ | ------ |

### Mours-Saint-Eusèbe
- Maire sortant : Dominique Mombard (SE)
- 23 sièges à pourvoir au conseil municipal (population légale 2022 : 3 404 habitants)
- 1 siège à pourvoir au conseil communautaire (Valence Romans Agglo)

| Tête de liste | Tête de liste | Parti(s) | Nuance | Premier tour | Premier tour | Second tour | Second tour | Sièges | Sièges |
| Tête de liste | Tête de liste | Parti(s) | Nuance | Voix         | %            | Voix        | %           | CM     | CC     |
| ------------- | ------------- | -------- | ------ | ------------ | ------------ | ----------- | ----------- | ------ | ------ |

### Nyons
- Maire sortant : Pierre Combes (PS)
- 29 sièges à pourvoir au conseil municipal (population légale 2022 : 6 794 habitants)
- 19 sièges à pourvoir au conseil communautaire (CC des Baronnies en Drôme provençale)

| Tête de liste | Tête de liste | Parti(s) | Nuance | Premier tour | Premier tour | Second tour | Second tour | Sièges | Sièges |
| Tête de liste | Tête de liste | Parti(s) | Nuance | Voix         | %            | Voix        | %           | CM     | CC     |
| ------------- | ------------- | -------- | ------ | ------------ | ------------ | ----------- | ----------- | ------ | ------ |

### Pierrelatte
- Maire sortant : Alain Gallu (DVD)
- 33 sièges à pourvoir au conseil municipal (population légale 2022 : 13 909 habitants)
- 14 sièges à pourvoir au conseil communautaire (CC Drôme Sud Provence)

| Tête de liste | Tête de liste | Parti(s) | Nuance | Premier tour | Premier tour | Second tour | Second tour | Sièges | Sièges |
| Tête de liste | Tête de liste | Parti(s) | Nuance | Voix         | %            | Voix        | %           | CM     | CC     |
| ------------- | ------------- | -------- | ------ | ------------ | ------------ | ----------- | ----------- | ------ | ------ |

### Pont-de-l'Isère
- Maire sortante : Marie-Claude Lambert (DVD)
- 27 sièges à pourvoir au conseil municipal (population légale 2022 : 3 683 habitants)
- 4 sièges à pourvoir au conseil communautaire (Arche Agglo)

| Tête de liste | Tête de liste | Parti(s) | Nuance | Premier tour | Premier tour | Second tour | Second tour | Sièges | Sièges |
| Tête de liste | Tête de liste | Parti(s) | Nuance | Voix         | %            | Voix        | %           | CM     | CC     |
| ------------- | ------------- | -------- | ------ | ------------ | ------------ | ----------- | ----------- | ------ | ------ |

### Portes-lès-Valence
- Maire sortante : Geneviève Girard (UDI)
- 33 sièges à pourvoir au conseil municipal (population légale 2022 : 10 369 habitants)
- 4 sièges à pourvoir au conseil communautaire (Valence Romans Agglo)

| Tête de liste | Tête de liste | Parti(s) | Nuance | Premier tour | Premier tour | Second tour | Second tour | Sièges | Sièges |
| Tête de liste | Tête de liste | Parti(s) | Nuance | Voix         | %            | Voix        | %           | CM     | CC     |
| ------------- | ------------- | -------- | ------ | ------------ | ------------ | ----------- | ----------- | ------ | ------ |

### La Roche-de-Glun
- Maire sortant : Michel Gounon (SE)
- 27 sièges à pourvoir au conseil municipal (population légale 2022 : 3 579 habitants)
- 3 sièges à pourvoir au conseil communautaire (Arche Agglo)

| Tête de liste | Tête de liste | Parti(s) | Nuance | Premier tour | Premier tour | Second tour | Second tour | Sièges | Sièges |
| Tête de liste | Tête de liste | Parti(s) | Nuance | Voix         | %            | Voix        | %           | CM     | CC     |
| ------------- | ------------- | -------- | ------ | ------------ | ------------ | ----------- | ----------- | ------ | ------ |

### Romans-sur-Isère
- Maire sortante : Marie-Hélène Thoraval (HOR)
- 39 sièges à pourvoir au conseil municipal (population légale 2022 : 33 139 habitants)
- 14 sièges à pourvoir au conseil communautaire (Valence Romans Agglo)

| Tête de liste | Tête de liste | Parti(s) | Nuance | Premier tour | Premier tour | Second tour | Second tour | Sièges | Sièges |
| Tête de liste | Tête de liste | Parti(s) | Nuance | Voix         | %            | Voix        | %           | CM     | CC     |
| ------------- | ------------- | -------- | ------ | ------------ | ------------ | ----------- | ----------- | ------ | ------ |

### Saint-Donat-sur-l'Herbasse
- Maire sortant : Claude Fourel (SE)
- 27 sièges à pourvoir au conseil municipal (population légale 2022 : 4 224 habitants)
- 5 sièges à pourvoir au conseil communautaire (Arche Agglo)

| Tête de liste | Tête de liste | Parti(s) | Nuance | Premier tour | Premier tour | Second tour | Second tour | Sièges | Sièges |
| Tête de liste | Tête de liste | Parti(s) | Nuance | Voix         | %            | Voix        | %           | CM     | CC     |
| ------------- | ------------- | -------- | ------ | ------------ | ------------ | ----------- | ----------- | ------ | ------ |

### Saint-Marcel-lès-Valence
- Maire sortant : Jean-Michel Valla (DVC)
- 29 sièges à pourvoir au conseil municipal (population légale 2022 : 6 214 habitants)
- 2 sièges à pourvoir au conseil communautaire (Valence Romans Agglo)

| Tête de liste | Tête de liste | Parti(s) | Nuance | Premier tour | Premier tour | Second tour | Second tour | Sièges | Sièges |
| Tête de liste | Tête de liste | Parti(s) | Nuance | Voix         | %            | Voix        | %           | CM     | CC     |
| ------------- | ------------- | -------- | ------ | ------------ | ------------ | ----------- | ----------- | ------ | ------ |

### Saint-Paul-Trois-Châteaux
- Maire sortant : Jean-Michel Catelinois (RE)
- 29 sièges à pourvoir au conseil municipal (population légale 2022 : 8 776 habitants)
- 9 sièges à pourvoir au conseil communautaire (CC Drôme Sud Provence)

| Tête de liste | Tête de liste | Parti(s) | Nuance | Premier tour | Premier tour | Second tour | Second tour | Sièges | Sièges |
| Tête de liste | Tête de liste | Parti(s) | Nuance | Voix         | %            | Voix        | %           | CM     | CC     |
| ------------- | ------------- | -------- | ------ | ------------ | ------------ | ----------- | ----------- | ------ | ------ |

### Saint-Rambert-d'Albon
- Maire sortant : Gérard Oriol (DVD)
- 29 sièges à pourvoir au conseil municipal (population légale 2022 : 6 947 habitants)
- 6 sièges à pourvoir au conseil communautaire (CC Porte de DrômArdèche)

| Tête de liste | Tête de liste | Parti(s) | Nuance | Premier tour | Premier tour | Second tour | Second tour | Sièges | Sièges |
| Tête de liste | Tête de liste | Parti(s) | Nuance | Voix         | %            | Voix        | %           | CM     | CC     |
| ------------- | ------------- | -------- | ------ | ------------ | ------------ | ----------- | ----------- | ------ | ------ |

### Saint-Vallier
- Maire sortante : Frédérique Sapet (DVG)
- 27 sièges à pourvoir au conseil municipal (population légale 2022 : 4 083 habitants)
- 4 sièges à pourvoir au conseil communautaire (CC Porte de DrômArdèche)

| Tête de liste | Tête de liste | Parti(s) | Nuance | Premier tour | Premier tour | Second tour | Second tour | Sièges | Sièges |
| Tête de liste | Tête de liste | Parti(s) | Nuance | Voix         | %            | Voix        | %           | CM     | CC     |
| ------------- | ------------- | -------- | ------ | ------------ | ------------ | ----------- | ----------- | ------ | ------ |

### Tain-l'Hermitage
- Maire sortant : Xavier Angeli (DVD)
- 29 sièges à pourvoir au conseil municipal (population légale 2022 : 5 890 habitants)
- 5 sièges à pourvoir au conseil communautaire (Arche Agglo)

| Tête de liste | Tête de liste | Parti(s) | Nuance | Premier tour | Premier tour | Second tour | Second tour | Sièges | Sièges |
| Tête de liste | Tête de liste | Parti(s) | Nuance | Voix         | %            | Voix        | %           | CM     | CC     |
| ------------- | ------------- | -------- | ------ | ------------ | ------------ | ----------- | ----------- | ------ | ------ |

### Valence
- Maire sortant : Nicolas Daragon (LR)
- 49 sièges à pourvoir au conseil municipal (population légale 2022 : 64 288 habitants)
- 28 sièges à pourvoir au conseil communautaire (Valence Romans Agglo)

| Tête de liste | Tête de liste | Parti(s) | Nuance | Premier tour | Premier tour | Second tour | Second tour | Sièges | Sièges |
| Tête de liste | Tête de liste | Parti(s) | Nuance | Voix         | %            | Voix        | %           | CM     | CC     |
| ------------- | ------------- | -------- | ------ | ------------ | ------------ | ----------- | ----------- | ------ | ------ |